# Abacetus aeratus
Abacetus aeratus es una especie de escarabajo terrestre de la subfamilia Pterostichinae.  Fue descrita por Tschitscherine en 1900 y es una especie endémica que se encuentra en Vietnam, Asia. 